# Klub angažovaných nestraníků
Klub angažovaných nestraníků (zkratka KAN) je české liberálně konzervativní politické hnutí, které navazuje na stejnojmennou antikomunistickou organizaci existující v období pražského jara v roce 1968, které sdružovalo všechny zájemce o politickou angažovanost, kteří nebyli nebo nechtěli být členy KSČ ani žádné jiné strany tehdejší Národní fronty. Obnovené hnutí bylo zaregistrováno ministerstvem vnitra 7. května 1990.

## Historie

### 1968
V březnu 1968 proběhlo 5 schůzí přípravného výboru, na kterých došlo k rozhodnutí o názvu KAN a přípravě programového prohlášení a stanov. Dne 5. dubna 1968 proběhla v posluchárně VŠCHT v Praze ustavující schůze KAN, ve které 140 lidí podepsalo žádost o registraci KAN. O dva dny později byla žádost o registraci KAN podána na Národní výbor hlavního města Prahy, který ji následující den přijal. Dne 16. května 1968 byla ministrem vnitra Josefem Pavlem (bez projednání s orgány KSČ) povolena přípravná činnost KAN, ale bez schválení stanov. Zároveň byl na ministerstvo vnitra podán nový návrh stanov ke schválení se žádostí o celostátní registraci. Dne 7. června 1968 byl v tajných volbách zvolen předsedou PV (přípravného výboru) KAN MUDr. Jan Štěpánek, který tak vystřídal Ludvíka Rybáčka. V červenci 1968 se stal místopředsedou PV KAN Rudolf Battěk. Právě u něj bylo po invazi vojsk Varšavské smlouvy do Československa na tajné schůzce v Karlíně rozhodnuto, že KAN ve své činnosti ustane. Následně byly zlikvidovány seznamy tisíců členů. Dne 29. srpna 1968 PÚV NF (předsednictvo Ústředního výboru Národní fronty) prohlásilo, že považuje politický systém NF za vyhovující a uzavřený. Dne 5. září 1968 ministerstvo vnitra zakazuje činnost Klubu angažovaných nestraníků.

### 1990–současnost

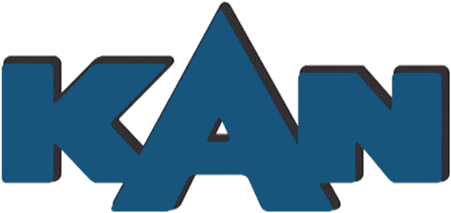
Bývalé logo hnutí

Při setkání KAN v ÚKDŽ na Vinohradech v březnu 1990 byl utvořen přípravný výbor v čele s Karlem Soyčkem. Klub angažovaných nestraníků byl zaregistrován ministerstvem vnitra 7. května 1990. Ustavující sjezd KANu se konal 6. října 1990 a prvním předsedou se stal Bohdan Dvořák (1990–1993). Ten v únoru 1993 stejně jako řada komunálních politiků KANu hnutí opustil a vstoupil do ODS. Na 5. sjezdu KANu v Praze v říjnu 1993 byl proto zvolen předsedou Emil Dejmek. V listopadu 1995 byl však na 7. sjezdu KANu ve Svitavách zvolen Pavel Holba.
V březnu 1999 v reakci na opoziční smlouvu utvořil klub volnou politickou koalici pod názvem Národní demokratická aliance spolu s Českou stranou národně sociální, Občanskou koalicí – Politickým klubem, Pravým Blokem a hnutím Nezávislí. Do sněmovních voleb 2002 však KAN nakonec kandidoval pouze s Pravým Blokem.
Dne 29. listopadu 2014 byl na 23. sněmu KAN v Praze 6 zvolen předsedou Jiří Domlátil. Dne 19. října 2019 byl na 26. sněmu KAN v Praze 6 zvolen předsedou bývalý poslanec za TOP 09 František Laudát. Dne 16. listopadu 2024 byl na 30. sněmu KAN předsedou zvolen její dosavadní 1. místopředseda Miroslav Matějka.

## Seznam předsedů KANu
1. Ludvík Rybáček (březen 1968 – 7. červen 1968)
2. Jan Štěpánek (7. červen 1968 – 5. září 1968)
3. Karel Soyček (březen 1990 – 6. říjen 1990)
4. Bohdan Dvořák (6. říjen 1990 – 12. únor 1993)
5. Emil Dejmek (23. říjen 1993 – 18. listopad 1995)
6. Pavel Holba (18. listopad 1995 – 29. listopad 2014)
7. Jiří Domlátil (29. listopad 2014 – 19. říjen 2019)
8. František Laudát (19. říjen 2019 – 16. listopad 2024)
9. Miroslav Matějka (16. listopad 2024 – dosud)

## Volební výsledky

### Volby do České národní rady
| Volby | Počet hlasů             | Hlasy v %               | Mandáty |
| ----- | ----------------------- | ----------------------- | ------- |
| 1968  | kandidát Národní fronty | kandidát Národní fronty | 1/200   |
| 1992  | 174 006                 | 2,69                    | 0/200   |

### Volby do Poslanecké sněmovny
| Volby | Počet hlasů | Hlasy v % | Mandáty |
| ----- | ----------- | --------- | ------- |
| 20021 |             | 0,59      | 0/200   |
| 20062 |             | 0,15      | 0/200   |
| 20103 |             | 0,08      | 0/200   |
| 2013  | 293         | 0,00      | 0/200   |
| 20174 |             | 5,31      | 0/200   |
| 20215 |             | 27,79     | 0/200   |

Vysvětlivky
1. ↑  Rudolf Battěk zvolen 10. července 1968 nepřímou volbou jako jeden z původních 150 poslanců.

- 1Členové hnutí kandidovali na kandidátkách Pravého bloku, který obdržel 0,59 % hlasů.
- 2Hnutí kandidovalo v rámci Koalice pro Českou republiku.
- 3Členové hnutí kandidovali na kandidátkách Konzervativní strany, která obdržela 0,08 % hlasů.
- 4Členové hnutí kandidovali na kandidátkách TOP 09, která obdržela 5,31 % hlasů.
- 5Členové hnutí kandidovali na kandidátkách koalice SPOLU, která obdržela 27,79 % hlasů.

### Volby do Evropského parlamentu
| Volby | Počet hlasů | Hlasy v % | Počet mandátů |
| ----- | ----------- | --------- | ------------- |
| 2014  | 2 379       | 0,15 %    | 0/21          |
| 2019  | 2 580       | 0,10 %    | 0/21          |
| 2024  | 4 561       | 0,15 %    | 0/21          |

### ČR
- Volby 1990, 1992 – V prvních polistopadových komunálních volbách (podzim 1990) získal KAN několik mandátů v zastupitelstvech zejména velkých měst (v pražském zastupitelstvu 7 mandátů ze 76). V parlamentních volbách 1992 získal KAN téměř 3 % hlasů.

- Volby 2002 – Ve volbách do Poslanecké sněmovny 5 členů KAN kandidovalo pod Pravým blokem.[4]

- Volby 2006 – Před volbami do Poslanecké sněmovny založil KAN spolu s dalšími menšími stranami Koalici pro Českou republiku, která s pouhým 0,15 % hlasů v těchto volbách neuspěla.

- Volby 2010 – Ve volbách do Poslanecké sněmovny hnutí nepostavilo svou kandidátku, ale na základě dohody s Konzervativní stranou byli její lidé připsáni do kandidátních listin této strany.[5]

- Volby 2013 – Strana kandidovala samostatně s číslem 8 a získala 293 hlasů, tedy 0,00% a do Sněmovny se nedostala.[6]

- Volby 2017 – Ve volbách v roce 2017 členové hnutí kandidovali na kandidátkách TOP 09. Společně obdrželi 268 811 hlasů (5,31 %), KAN však nezískal žádný mandát.[7]

- Volby 2021 – Ve volbách v roce 2021 členové hnutí kandidovali na kandidátkách koalice SPOLU. Společně obdrželi 1 493 905 hlasů (27,79 %), KAN však nezískal žádný mandát.[8]

### EU
- Volby 2014 – Ve volbách do Evropského parlamentu 2014 KAN s 2 379 hlasy, 0,15 % hlasů, nezískal žádný mandát.[9]

- Volby 2019 – Do voleb 2019 KAN vyslal 22 kandidátů, jak členů KANu, tak nezávislých,[10][11][12] ale s pouhými 2 580 hlasy, 0,10 % hlasů, neuspěl.[13]